# San Marcos (departament)

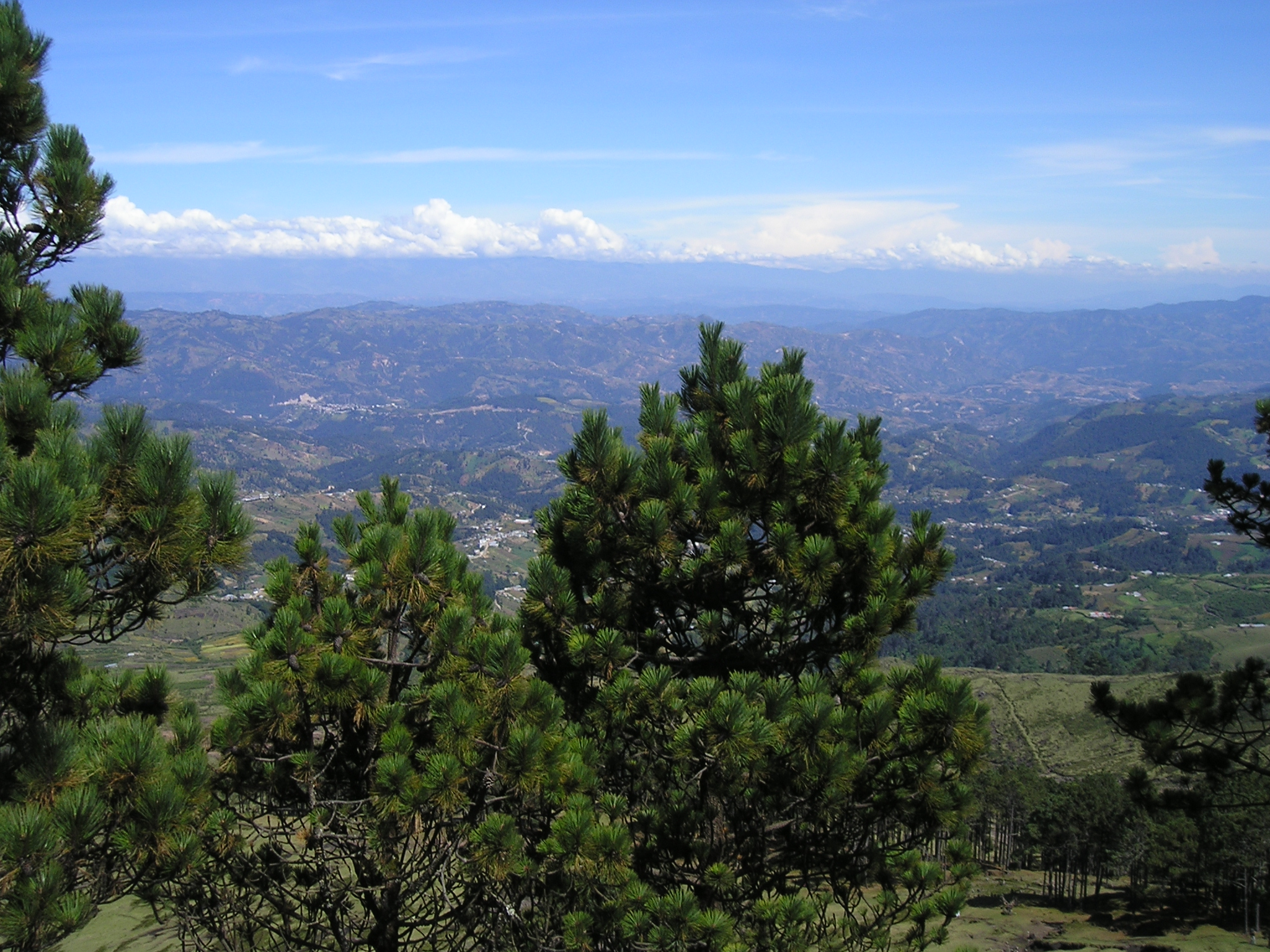
Widok ze zboczy wulkanu Tajumulco na panoramę departamentu San Marcos

San Marcos – jeden z 22 departamentów Gwatemali, położony najdalej na zachód spośród departamentów kraju, w południowej jego części. Stolicą departamentu jest miasto San Marcos. Departament graniczy na zachodzie z Meksykańskim stanem Chiapas, na północy z departamentem Huehuetenango, na wschodzie z departamentem Quetzaltenango natomiast na południu z departamentem Retalhuleu oraz wąskim pasem sięga wybrzeża Pacyfiku.
Jest jednym z większych departamentów Gwatemali (6 miejsce), lecz pod względem liczby mieszkańców jest drugim po stołecznym. Najważniejszymi miastami w departamencie oprócz stolicy departamentu są San Pedro Sacatepéquez, Tajumulco, Concepción Tutuapa, El Tumbador i Malacatán. Departament, oprócz terenów opadających do Pacyfiku ma wybitnie górzysty charakter a średnie wyniesienie całego departamentu nad poziom morza wynosi aż 2 398 m. Klimat, jak na tę szerokość geograficzną jest chłodny, z niewielkimi amplitudami dobowymi i minimalną temperaturą 8 °C.

## Podział departamentu
W skład departamentu wchodzi 29 gmin (municipios).
1. San Marcos
2. Ayutla
3. Catarina
4. Comitancillo
5. Concepción Tutuapa
6. El Quetzal
7. El Rodeo
8. El Tumbador
9. Ixchiguán
10. La Reforma
11. Malacatán
12. Nuevo Progreso
13. Ocós
14. Pajapita
15. Esquipulas Palo Gordo
16. San Antonio Sacatepéquez
17. San Cristóbal Cucho
18. San José Ojetenam
19. San Lorenzo
20. San Miguel Ixtahuacán
21. San Pablo
22. San Pedro Sacatepéquez
23. San Rafael Pie de la Cuesta
24. Sibinal
25. Sipacapa
26. Tacaná
27. Tajumulco
28. Tejutla
29. Río Blanco